# Caianello
Caianello  är en kommun i provinsen Caserta, i regionen Kampanien i Italien.  Kommunen hade 1 865 invånare (2017)
och gränsar till kommunerna Marzano Appio, Roccamonfina, Teano samt Vairano Patenora.
Caianello ligger vid motorvägen A1, L'Autostrada del Sole.